# Ghāghah
Ghāghah är öar i Förenade Arabemiraten.   De ligger i emiratet Abu Dhabi, i den västra delen av landet, 280 kilometer väster om huvudstaden Abu Dhabi. Arean är 4,7 kvadratkilometer.
Terrängen på Ghāghah är mycket platt. Öns högsta punkt är 12 meter över havet. Den sträcker sig 2,8 kilometer i nord-sydlig riktning, och 4,3 kilometer i öst-västlig riktning.